# Josef Schett
Josef Schett (* 28. August 1960 in Innervillgraten) ist ein österreichischer Politiker (impuls-tirol), Unternehmer und Landwirt. Er war von 2013 bis 2018 Abgeordneter zum Tiroler Landtag.

## Leben
Schett besuchte zwischen 1966 und 1970 die Volksschule in Innervillgraten und setzte seine Schulbildung danach zwischen 1971 und 1975 an der Hauptschule in Sillian fort. Er absolvierte in der Folge eine Banklehre sowie sektorinterne Weiterbildungen und war zwischen 1976 und 1992 als Bankangestellter beschäftigt, bevor er sich 1992 als Landwirt selbständig machte. Er ist Inhaber der Villgrater Natur Produkte, Josef Schett KG, die vor allem Produkte aus Schafwolle anbietet.
Schett war Jungbauernobmann und ab 1986 lange Zeit, mit kurzen Unterbrechungen, Gemeinderat in Innervillgraten, wobei er zwischen 1991 und 1996 Bürgermeister der Gemeinde war. Er engagiert sich als Talschafts- und Regionalobmann sowie Aufsichtsrat im Bereich Tourismus und ist seit den TVB-Neuwahlen im Dezember 2012 als Vertreter des „Team Osttirol“ Vorstandsmitglied im Tourismusverband Osttirol. Schett kandidierte bei der Landtagswahl 2013 für die Liste Vorwärts Tirol, wobei er Spitzenkandidat im Wahlkreis Lienz war und auf dem dritten Platz auf der Landesliste von Vorwärts Tirol stand. Er zog in der Folge über die Landesliste in den Landtag an, wo er am 24. Mai 2013 angelobt wurde. 